# Barbacenia riparia
Barbacenia riparia är en enhjärtbladig växtart som först beskrevs av Nanuza Luiza de Menezes och Mello-silva, och fick sitt nu gällande namn av Mello-silva. Barbacenia riparia ingår i släktet Barbacenia och familjen Velloziaceae. Inga underarter finns listade.